# مضادات الكولين
الأدوية المضادة للكولين (بالإنجليزية: anticholinergic)‏ (مضادات كولينية(بالإنجليزية: Cholinergic Antagonist)‏) هي أحد مجموعات الأدوية العلاجية التي تفيد في خفض تأثيرات الأستيل كولين في الجهاز العصبي المركزي والجهاز العصبي المحيطي.
تكون هذه الأدوية عادة مثبطات تنافسية عكوسة لأحد نمطي المستقبلات الكولينية، وتصنف حسب نوع المستقبل الذي تؤثر فيه إلى : مضادات مسكارينية (بالإنجليزية: antimuscarinic agents)‏ يعمل على المستقبل الكوليني الموسكاريني، ومضادات نيكوتينية تعمل على المستقبلات النيكوتينية.
لكن أغلبية المضادات الكولينية تندرج ضمن مجموعة المضادات المسكارينية.

## التأثيرات
تستخدم مضادات الكولين لمعالجة حالات عدة:
- اضطرابات الجهاز الهضمي (مثلاً: التهاب المعدة، تشنج البواب، التهاب الرتوج، التهاب القولون التقرحي)
- اضطرابات الجهاز التنفسي (مثلاً: الربو، التهاب الشعب الهوائية المزمن)
- مرض باركنسون و الآثار السلبية للأدوية الموازية للباركنسون
- بطء القلب الجيبي- العصب المبهم ذات الحساسية العالية
- الأرق، عادةً على المدى القصير